# دریای آرال شمالی
دریای آرال شمالی (به قزاقی: Солтүстік Арал теңізі، سولتۇستىك ارال تەڭىزى) و یا دریاچه آرال کوچکی (به ازبکی: Kichik Orol dengizi، کیچیک آرال دېنگیزی) یک دریاچه آب شور و دریاچه در قزاقستان است که در استان قزل‌اوردا واقع شده‌است.